# Tetragnatha palikea
Tetragnatha palikea là một loài nhện trong họ Tetragnathidae.
Loài này thuộc chi Tetragnatha. Tetragnatha palikea được miêu tả năm 2003 bởi Gillespie.